# Queijo São Jorge

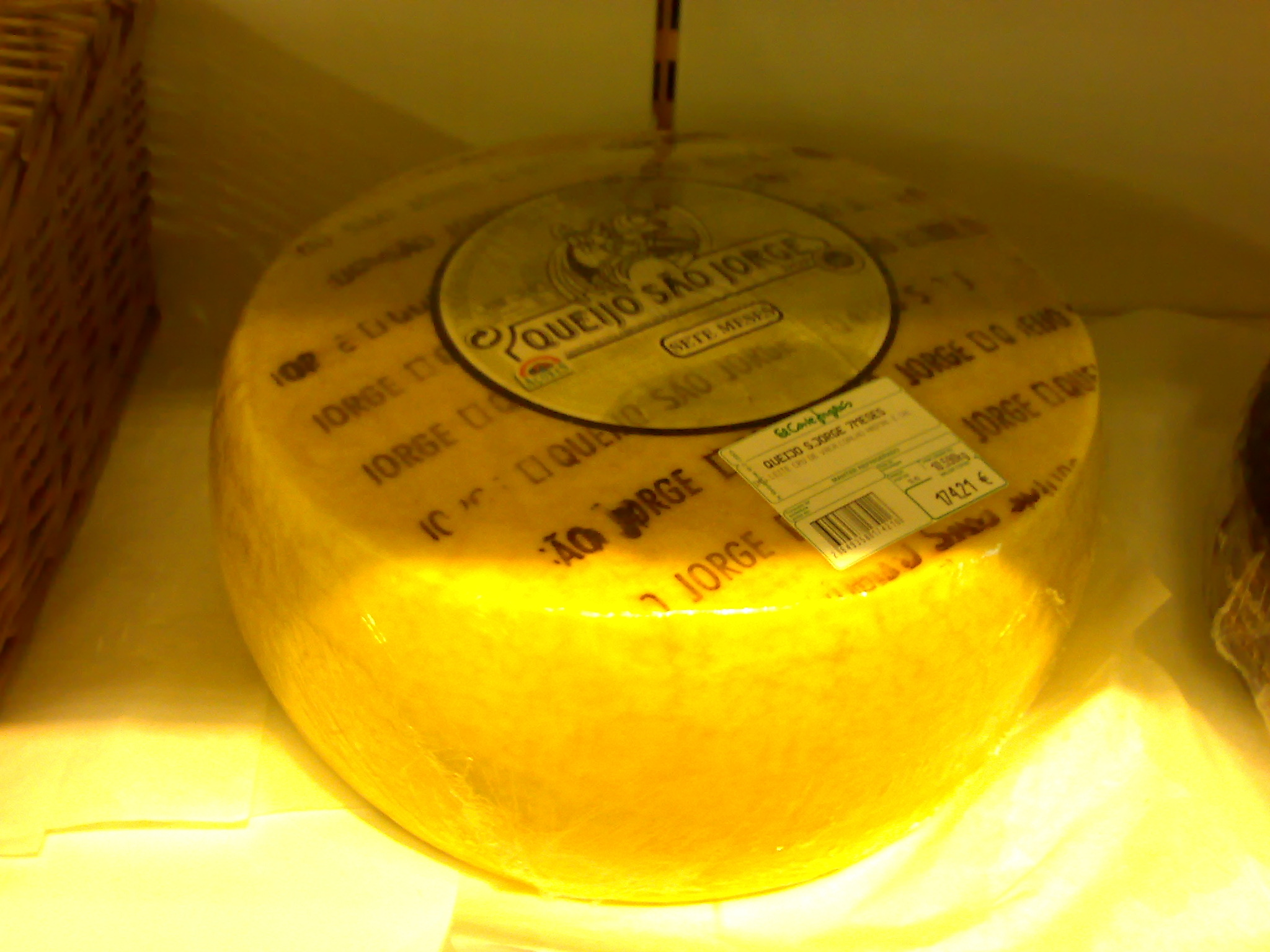
Queijo São Jorge entero.

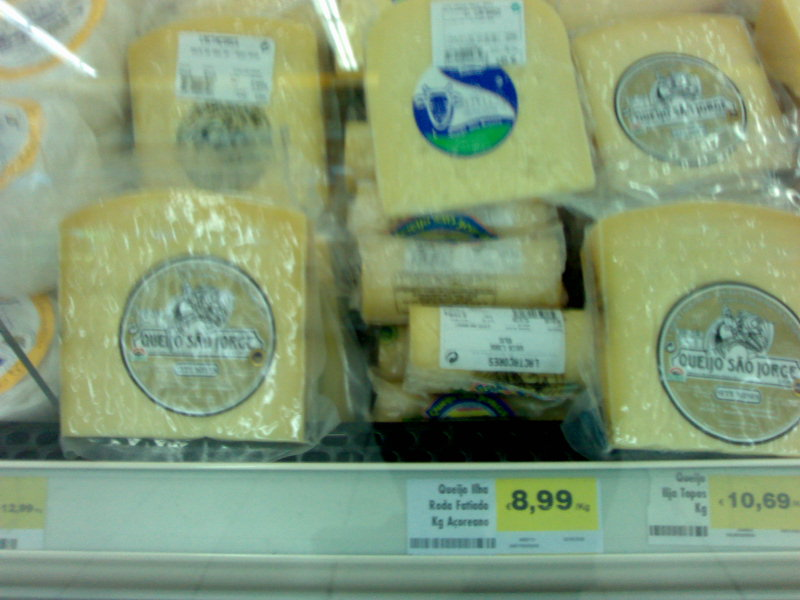
Queijo São Jorge.

El Queijo São Jorge es un queso portugués con denominación de origen protegida a nivel europeo.
Se trata de un queso de leche de vaca no pasteurizada producido en la Isla de São Jorge (Azores), isla volcánica con extensos pastos. Se trata de un queso tradicional, cuyo origen se remonta al siglo XV, cuando colonos flamencos llegaron a la isla, trayendo con ellos vacas. 
Tiene un periodo de añejamiento de tres meses. Es tipo edam. Se trata de un queso de forma cilíndrica plana, con un peso entre 8 y 12 kilos. La corteza es dura, natural, no comestible. La consistencia es firme. Su color es amarillento. Tiene agujeros pequeños e irregulares por toda su pasta. Se trata de un queso curado, con un gusto ácido y fuerte, un poco especiado, como a pimienta. En cuanto a la forma de usarlo, es bastante versátil, pudiendo utilizarse para la elaboración de salsas, o como ingrediente de ensaladas o tomado con baguette o acompañado de almendras. Marida bien con vinos de rioja o cualquier otro elaborado con garnacha tinta.